# Phyllacanthus parvispinus
Espèce
Synonymes
- Cidaris parvispinis (Tension Woods, 1878)[1]
- Phyllacanthus parvispina Tenison-Woods, 1879[1]
- Phyllacanthus tenuispinus[1]

Phyllacanthus parvispinus est une espèce d'oursins de la famille des Cidarinae.

## Systématique
L'espèce Phyllacanthus parvispinus a été initialement décrite en 1878 par le révérend Julian Tenison-Woods (d)  (1832-1889), malacologiste australien.

## Description
C'est un petit oursin régulier au test (coquille) sphérique généralement pourpre ou bordeaux sombre, autour duquel rayonnent des piquants (« radioles ») clairsemés, cylindriques et très épais (il fait partie de la catégorie des « oursins-crayons » ou « oursins baguettes »). Ceux-ci sont généralement recouverts d'algues (épibiontes) qui les font paraître gris, alors que les plus jeunes (au sommet) sont souvent rougeâtres ; leur longueur dépassé rarement le diamètre du test. Les radioles secondaires, plus courtes, plates et spatulaires, sont généralement de la même couleur que le test, et font office d'écailles recouvrant le test et les mamelons des radioles primaires. Les ambulacres sont distinctement sinueux.

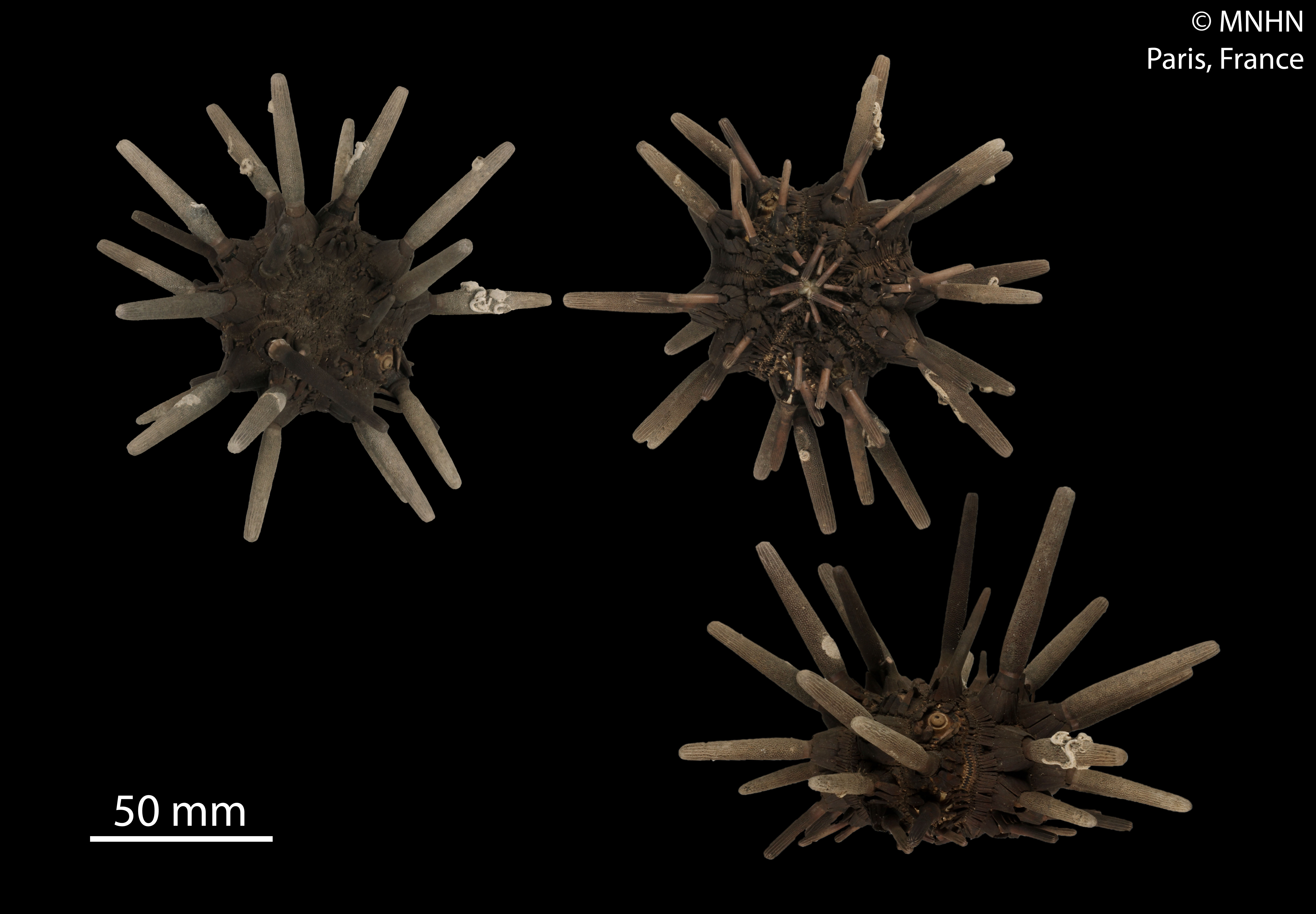
Spécimen en collection au MNHN.

## Habitat et répartition
Cet oursin habite des profondeurs comprises entre la surface et plusieurs dizaines de mètres. On le trouve en Australie méridionale et en Nouvelle-Zélande.